# Ambiorix Burgos
Ambiorix Burgos (nacido el 19 de abril de 1984 en Nagua) es un lanzador derecho dominicano que jugó en las Grandes Ligas de Béisbol. Actualmente se encuentra suspendido del béisbol profesional por problemas legales.

## Carrera
En 2005, Burgos hizo su debut en Grandes Ligas con los Reales de Kansas City y apareció en 59 juegos como relevista. A pesar de haber lanzado solamente 60 entradas, se las arregló para ser décimo en la liga en lanzamientos descontrolados (wild pitches). En 2005, Burgos tuvo el promedio más alto en recta de mayor velocidad dentro de todos los relevistas de la Liga Americana, a 96.5 mph, y tuvo efectividad de 3.90.
En 2006, Burgos inició la temporada como cerrador de los Reales. Sin embargo, la temporada fue una decepción al terminar con un récord de 4-5 y efectividad de 5.52 en 73 entradas y un tercio lanzadas. Tuvo 18 salvamentos, pero también echó a perder 12 y perdió el puesto de cerrador a mitad de la temporada.
El 5 de diciembre de 2006, Burgos fue canjeado por los Reales a los Mets de Nueva York por el abridor Brian Bannister.
En 2007, Burgos inició la temporada con los Mets en el roster de 25 jugadores, pero fue enviado a Triple-A poco tiempo después. Según un informe de Associated Press el 28 de agosto de 2007, el gerente general Omar Minaya indicó que Burgos se sometería a una cirugía Tommy John y estaría fuera por un período prolongado. El 6 de agosto de 2008, Burgos le lanzó a nueve bateadores en su primer partido de rehabilitación en ligas menores .
El 12 de diciembre de 2008, los Mets de Nueva York no le ofrecieron un nuevo contrato a Burgos y se convirtió en agente libre.
En diciembre de 2011, Burgos lanzó brevemente con los Tigres de Aragua en la Liga Venezolana de Béisbol. El 8 de diciembre la Comisión de Béisbol Profesional del Caribe informó que Burgos jugaría hasta el 11 de ese mes.

## Incidentes
El 9 de septiembre de 2008, Burgos fue detenido por agredir a su novia. Los fiscales dijeron que Burgos la había golpeado en la espalda en repetidas ocasiones, mordiéndola y abofeteándola. El 12 de marzo de 2009, un jurado condenó a Burgos por los hechos. La sentencia fue programada para el 3 de abril de ese año.
El 1 de octubre de 2008, Burgos fue acusado de atropellar a dos mujeres y emprender la huida en su natal República Dominicana. Las fuentes decían que Burgos chocó a las dos mujeres con su camioneta y se marchó. Posteriormente las dos mujeres murieron producto de las heridas y los golpes recibidos. Burgos se entregó a las autoridades el 7 de octubre de ese año.
El 27 de agosto de 2010, Burgos fue acusado de secuestro y envenenamiento a su exesposa. La policía de la República Dominicana, acusó a Burgos de secuestro y de intento de asesinato.
Debido a todos estos incidentes, Burgos está en suspensión indefinida en la Liga Dominicana.